# Tintins äventyr
Tintins äventyr (franska: Les Aventures de Tintin) är en tecknad serie som omfattar tjugofyra seriealbum författade och tecknade av den belgiske serieskaparen Georges Remi, alias Hergé (initialerna G R i omvänd ordning och uttalat på franska). Hjälten, Tintin, är en ung, orädd resande reporter som ständigt råkar ut för halsbrytande äventyr, ofta åtföljd av sin trogna hund Milou, den färgstarke kapten Haddock, de klantiga detektiverna Dupond och Dupont och den egensinnige professor Kalkyl.
Serien publiceras första gången 1929 som en följetong i den belgiska tidningen Le XXème Siècles barnbilaga. Senare samma år kom den första historien – Tintin aux pays des Soviets (svenska: Tintin i Sovjet) ut i albumform. Åren 1946–1989 publicerades serien på den franskspråkiga marknaden i serietidningen Tintin. Tintins äventyr är en av de mest kända och spridda europeiska tecknade serierna, och seriens popularitet lade grunden för seriealbumets framgång som distributionsform. Över 200 miljoner album har sålts på 50 olika språk. Serieproduktionen avbröts 1983, vid Hergés död.
Berättelserna spänner över många olika genrer: mustiga sjörövarhistorier, fantasy, politisk thriller, mysterier och science fiction. De tidiga albumen innehåller mycket action och slapstick-humor, medan de senare även blandar in mer sofistikerad humor och politiska kommentarer.

## Seriefigurer

### Tintin
Tintin (vars namn betyder ungefär "ingenting alls" på franska) baserades till stor del på en av Hergés tidigare figurer, nämligen scouten Totor – lämmelpatrullens oförskräckte ledare. Totors äventyr publicerades mellan 1926 och 1929 i den belgiska månadstidningen Le Boy-scout Belge ('Den belgiske pojkscouten'). Hergé, som var anställd på Le XXème Siécle med huvudansvar för "Le Petit Vingtième", fick i uppdrag att göra en uppbygglig men äventyrlig serie där Belgien framställdes i nationalistisk positiv dager. Hergés lösning blev att skicka huvudpersonen till olika platser runt om i världen, varför yrket som reporter var idealiskt. Trots att Tintin nästan alltid är ute på uppdrag som journalist förekommer det bara vid ett tillfälle att han skriver en artikel (i Tintin i Sovjet).

### Övriga figurer
Av de övriga figurerna i serien är det kapten Haddock, Dupondtarna, Bianca Castafiore, professor Kalkyl samt hunden Milou som är mest centrala och återkommande.
Kapten Haddock
Kapten Archibald Haddock är Tintins bäste vän. Han börjar som en nedbruten och alkoholiserad sjökapten i Krabban med guldklorna (1941), men växer successivt in i rollen som detta seriealbums egentliga centralgestalt. Haddocks råa mänskliga sidor kontrasterar mot Tintins idealistiskt optimistiska sätt. Haddocks outtömliga förråd av invektiv – då något eller någon går honom emot – utnyttjas på ett måleriskt vis. Haddock gillar whisky – företrädesvis den skotska Loch Lomond – bor sedan äventyret Rackham den Rödes skatt på slottet Moulinsart, vilket en gång tillhörde hans anfader Francois Haddoque.
Trots sitt yrke som sjökapten verkar han inte ha några problem med att vistas längre perioder på land. Tvärtom verkar det vara en livsstil som han under seriens gång kommer att föredra allt mer, och framför allt verkar han uppskatta ett stillsamt liv på Moulinsart. En tänkbar orsak till detta nämns i albumet Det hemliga vapnet, där han berättar för Tintin att han inte orkar med fler äventyr för att han börjar känna sig gammal.
Dupondtarna
Dupondtarna (detektiverna Dupond och Dupont, för tydlighets skull ofta uttalat som [dypõ 'de] respektive [dypõ 'te]), står för mycket av seriens slapstick-humor. Deras inkompetens innebär bland annat att de ofta försöker gripa fel person – inte sällan Tintin. De ser ut som tvillingar, men det har aldrig framgått i serien om de verkligen är det. Hergé har inte heller uttalat om de är släkt eller ej. 
Tintin nämner att han pratade med "tvillingdetektiverna" Dupond i den svenska utgåvan av ljudboken Enhörningens Hemlighet. De har dock olika efternamn, så mycket talar för att de inte är släkt. Den enda skillnaden i utseendet finns i mustaschen, där Dupond har en mer D-formad sådan än Dupont.
Bianca Castafiore
Bianca Castafiore är operasångerska men fungerar snarast som kapten Haddocks största antagonist, något Bianca själv dock är omedveten om. Den stora operadivan verkar inte störa Tintin nämnvärt, och professor Kalkyl är till och med lite förtjust i henne.
Professor Kalkyl
Professor Karl Kalkyl (i original "Professeur Tryphon Tournesol", på engelska "Cuthbert Calculus") skapar, liksom Dupondtarna, många komiska situationer genom sin lomhördhet, eller snarare sin bristande insikt om denna, vilket ofta resulterar i konstiga missuppfattningar. Han är emellertid en begåvad vetenskapsman och bidrar med flera uppfinningar. I tidiga album är uppfinningarna ofta lite stolliga; senare får vetenskapsmannen Kalkyl en allt mer seriös prägel, utan att förlora sin komiska funktion.
Milou
Milou är Tintins hund som lika ofta räddar Tintin som att han blir räddad av Tintin. Milou är förtjust i whisky och passar på att dricka detta när helst han kan. Milou är en vit strävhårig foxterrier, vilket framgår i flera intervjuer med Hergé.

### Centrala figurer i översättning
| Språk                    | Tintin                                  | Milou                           | kapten Archibald Haddock                                                                       | professor Karl Kalkyl                                                                    | Dupond                             | Dupont                               |
| ------------------------ | --------------------------------------- | ------------------------------- | ---------------------------------------------------------------------------------------------- | ---------------------------------------------------------------------------------------- | ---------------------------------- | ------------------------------------ |
| Afrikaans                | Kuifie                                  | Spokie                          | kaptein Sardijn                                                                                | professor Fosfatus                                                                       | Uys                                | Buys                                 |
| Baskiska                 | Tintin                                  | Milu                            | Haddock kapitaina                                                                              | Tournesol irakaslea                                                                      | Dupond                             | Dupont                               |
| Danska                   | Tintin                                  | Terry                           | kaptajn Haddock                                                                                | professor Tryphon Tournesol                                                              | Dupond                             | Dupont                               |
| Engelska                 | Tintin                                  | Snowy                           | Captain Archibald Haddock                                                                      | Professor Cuthbert Calculus                                                              | Thomson                            | Thompson                             |
| Esperanto                | Tinĉjo                                  | Miluo                           | kapitano Arĥibaldo Hadoko                                                                      | profesoro Sunfloro                                                                       | Tsicerono                          | Citserono                            |
| Estniska                 | Tintin                                  | Milou                           | kapten Haddock                                                                                 | professor Päevalil                                                                       | Dupond                             | Dupont                               |
| Finska                   | Tintti                                  | Milou                           | kapteeni Archibald Haddock                                                                     | professori Teophilus Tuhatkauno                                                          | Dupond                             | Dupont                               |
| Franska                  | Tintin                                  | Milou                           | Le capitaine Archibald Haddock                                                                 | Le professeur Tryphon Tournesol                                                          | Dupond                             | Dupont                               |
| Färöiska                 | Tintin                                  | Milou                           |                                                                                                |                                                                                          | Dupond                             | Dupont                               |
| Galiciska                | Τεντέν (Tentén)                         | Μιλού (Miloú)                   | O capitán Haddock                                                                              | O profesor Tornasol                                                                      | Hernández                          | Fernández                            |
| Grekiska                 | Tintín                                  | Milú                            | Καπετάνιος Χάντοκ ('Kapetánios Chaddok)                                                        | καθηγητής Τρύφων Τουρνεζόλ (kathegetés Trýfon Tournezól)                                 | Ντυπόν (Dupón)                     | Ντιπόν (Dipón)                       |
| Indonesiska              | Tintin                                  | Milo                            | Kapten Archibald Haddock                                                                       | Professor Lionel Lakmus                                                                  | Dupond                             | Dupont                               |
| Isländska                | Tinni                                   | Tobbi                           | Kolbeinn kapteinn                                                                              | prófessor Vilhjálmur Vandráður                                                           | Skafti                             | Skapti                               |
| Italienska               | Tintin                                  | Milù                            | Il capitano Arcibaldo Haddock                                                                  | professor Trifone Girasole                                                               | Dupond                             | Dupont                               |
| Japanska                 | タンタン (Tenten)                       | スノーウィ (Sunōui = Snowy)     | ハドック船長 / アーチボルド・ハドック (Haddoku senchō / Āchiborudo Haddoku = Archibald Haddok) | ビーカー教授 / ビルフリート・ビーカー (Bīkā kyōju / Birufurīto Bīkā = Bill Fleet Beaker) | デュポン (Deyupon)                 | デュボン (Deyubon)                   |
| Katalanska               | Tintín                                  | Milú                            | capità Archibald Haddock                                                                       | professor Silvestre Tornassol                                                            | Dupond                             | Dupont                               |
| Latin                    | Tintinus                                | Milulus                         |                                                                                                |                                                                                          | Clodius                            | Claudius                             |
| Lettiska                 | Tintiņš                                 | Mīļuks                          |                                                                                                |                                                                                          |                                    |                                      |
| Litauiska                | Tintinas                                | Sniegius                        | kapitonas Arčibaldas Hadokas                                                                   | profesorius Kalkulas                                                                     | Tomsonas                           | Tompsonas                            |
| Luxemburgiska            | Tintin                                  | Milou                           | Kapitän Haddock                                                                                | Tryphon Tournesol                                                                        | Biwer                              | Biver                                |
| Nederländska             | Kuifje                                  | Bobbie                          | kapitein Archibald Haddock                                                                     | professor Trifonius Zonnebloem                                                           | Jansen                             | Janssen                              |
| Norska (bokmål/nynorska) | Tintin                                  | Terry                           | kaptein Archibald Haddock                                                                      | professor Tryphon Tournesol                                                              | Dupond                             | Dupont                               |
| Occitanska               | Tintin                                  | Milon                           | lo capitani Adòc                                                                               | lo professor Tornasòl                                                                    | (Delpond)                          | Delpont                              |
| Pikardiska               | Tintin                                  | Milou                           | capitaine Haddock                                                                              | professeur Trypheon Tournesol                                                            | Dupond ("avec d")                  | Dupont ("avec t")                    |
| Polska                   | Tintin                                  | Miluś                           | kapitan Baryłka                                                                                | profesor Lakmus                                                                          | Tajniak                            | Jawniak                              |
| Portugisiska             | Tintim                                  | Milu                            | capitão Archibald Haddock                                                                      | Trifólio Girassol                                                                        | Dupond                             | Dupont                               |
| Rumänska                 | Tintin                                  | Milou                           | căpitan Haddock                                                                                | profesorul Tournesol                                                                     | Dupond                             | Dupont                               |
| Ryska                    | Тинтин (Tintin)                         | Милу (Milu)                     | Капитан Арчибальд Хэддок (Kapitan Artjibal'd Cheddok)                                          | Профессор Трифон Турнесоль (Professor Trifon Turnesol')                                  | Дюпон (Djupon)                     | Дюпонн (Djuponn)                     |
| Serbiska                 | Tintin (Тинтин)                         | Sneško (Снешко)                 | kapetan Hadok (капетан Хадок)                                                                  | profesor Lakmus / професор Сунцокрет (profesor Suntzokret)                               | Tomson / Дипон (Dipon)             | Tompson / Дипон (Dipon)              |
| Slovenska                | Tintín                                  |                                 | kapitán Treska                                                                                 | profesor Hluchavka                                                                       | Horváth                            | Horvát                               |
| Spanska                  | Tintín                                  | Milú                            | El capitán Archibaldo Haddock                                                                  | El profesor Silvestre Tornasol                                                           | Hernández                          | Fernández                            |
| Turkiska                 | Tenten                                  | Milu                            | kaptan Haddok                                                                                  | profesör Turnösol                                                                        | Dupond                             | Dupont                               |
| Tyska                    | Tim                                     | Struppi                         | Kapitän Archibald Haddock                                                                      | Professor Balduin Bienlein                                                               | Schulze                            | Schultze                             |
| Ukrainska                | Тентен (Tenten) / Тінтін (film: Tintin) | Мілу (Milu) / Сніжок (Snizjok)  | капітан Хеддок (kapitan Cheddok)                                                               | Іван Іванович Сахарін (Ivan Ivanovitj Sacharin)                                          | Інспектор Дюпон (Inspektor Djupon) | Інспектор Дюпонн (Inspektor Djuponn) |
| Ungerska                 | Tintin                                  | Milu (Snowy i ungersk filmdubb) | Haddock kapitány                                                                               | Tournesol professzor (dubb: Kalkulus professzor)                                         | Dupond (dubb: Thomson)             | Dupont (dubb: Thompson)              |
| Vallonska                | Tintin                                  |                                 | li captinne Hadok                                                                              | li professeur Soya                                                                       | (Dupont)                           | (Dupont)                             |
| Vietnamesiska            | Tintin                                  | Snowy                           | Thuyền trưởng Haddock                                                                          | Giáo sư Tournesol / Caculous                                                             | Dupond / Thomson                   | Dupont / Thompson                    |

Övriga figurer
Förutom dessa finns det många andra viktiga figurer i serierna. Hergé lyckas också ofta återanvända figurer i flera album, varigenom läsaren kan följa figurens utveckling.
- Abdallah
- Doktor Müller
- Emir Muhammed Ben Kalish Ezab
- Filemon Syklon
- Ingenjör Frank Wolff
- General Alcazar
- General Tapioca
- Överste Boris Jorgen
- Betjänt Nestor
- Oliveira da Figueira
- Señor Pablo
- Roberto Rastapopoulos
- Försäkringsagent Serafim Svensson
- Styrman Allan Thompson
- Tchang Tchong-Jen
- Överste Sponsz från ZEP

### Skurkar
Under seriens gång återkommer ett antal skurkar som Tintin tvingas kämpa mot. De mest återkommande är följande:
- Roberto Rastapopoulos – omåttligt rik grekisk maffiaboss och Tintins ärkefiende. Han är en av världens mest efterspanade skurkar och driver en världsomspännande organisation som sysslar med handel av narkotika. Han förekommer i albumen: Faraos Cigarrer, Blå Lotus, Koks i lasten, Plan 714 till Sydney samt i det fristående filmalbumet Tintin och Hajsjön (som dock inte är författat av Hergé).
- Styrman Allan Thompson – professionell smugglare och Rastapopoulos underhuggare. I många avseenden Kapten Haddocks ärkefiende. Han förekommer i albumen Faraos Cigarrer, Krabban med guldklorna (där han är kapten Haddocks styrman), Koks i lasten samt i Plan 714 till Sydney.
- Doktor Müller – tysk läkare, troligen psykiater, som är inblandad i en rad kriminella affärer. Han förekommer i albumen Den svarta ön, Det svarta guldet, (där han även omnämns som Professor Smith), samt i Koks i lasten, där han även omnämns som Mul Pascha.

Andra skurkar
- Överste Jorgen (även kallad Boris Jorgen och överste Boris) – statsman från Syldavien som Tintin avslöjar som landsförrädare. Han förekommer i albumen Kung Ottokars spira samt i Månen tur och retur (del 1) samt i Månen tur och retur (del 2).
- Överste Sponsz – polischef, samt eventuellt innehavare av andra befattningar, i Syldaviens grannland och arvfiende Bordurien. Förekommer i albumen Det hemliga vapnet och i Tintin hos gerillan.

## Produktion

### Historik
Det första äventyret, Tintin i Sovjet, publicerades som följetong med början 10 januari 1929 i "Le Petit Vingtième", en barnbilaga till den belgiska tidningen Le XXème Siècle och gavs ut som album senare samma år. I Frankrike följetongpublicerades serien, fram till 1940-talets slut, parallellt i serietidningen Cœurs Vaillants.
Tintin i Sovjet är också det enda albumet som aldrig gavs ut i färgupplaga. Fram till 1940 tecknades alla albumen i svart-vitt; därefter tecknades seriesidorna om i färg, med fler rutor per sida och totalt mindre antal sidor.
Med tiden tog Hergé längre och längre tid på sig för varje album. Mellan de två sista albumen gick det nio år. Under efterkrigstiden (1946–1989) följetongpublicerades serien på den franskspråkiga marknaden i serietidningen Tintin.
Vid Hergés död 1983 höll han på med ett tjugofjärde album, Tintin och alfabetskonsten. Efter hans död ville hans medhjälpare Bob de Moor slutföra albumet men Hergés fru sa nej. Det finns även ett filmalbum, som Hergé inte var inblandad i, Tintin och hajsjön, samt två franska/flamländska album baserade på de två spelfilmer som gjordes i början av 1960-talet; Tintin i piraternas våld och Tintin och de blå apelsinerna. Dessa album består av foton från filmerna med berättande text.

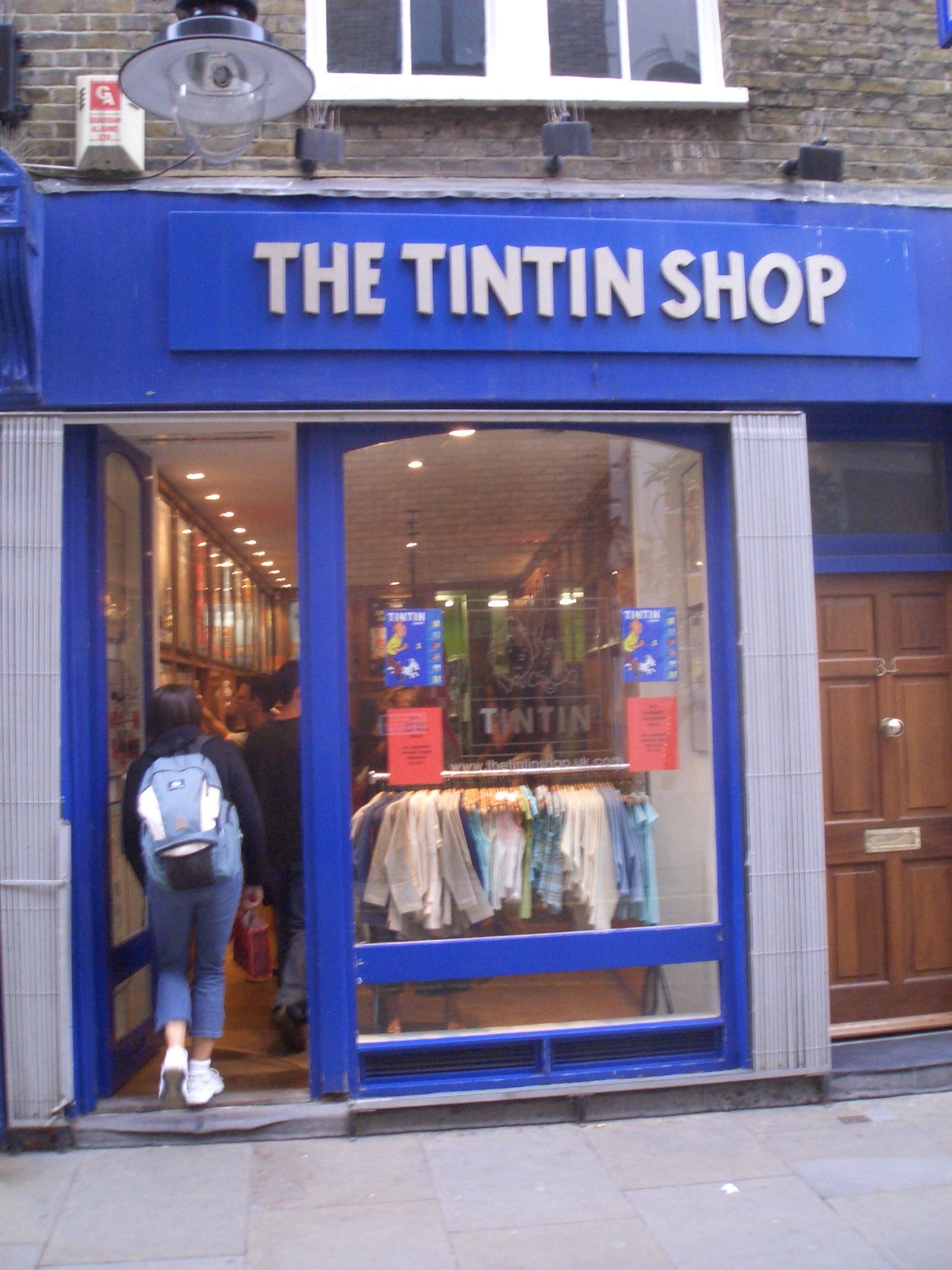
Tintin-affär i Covent Garden, London

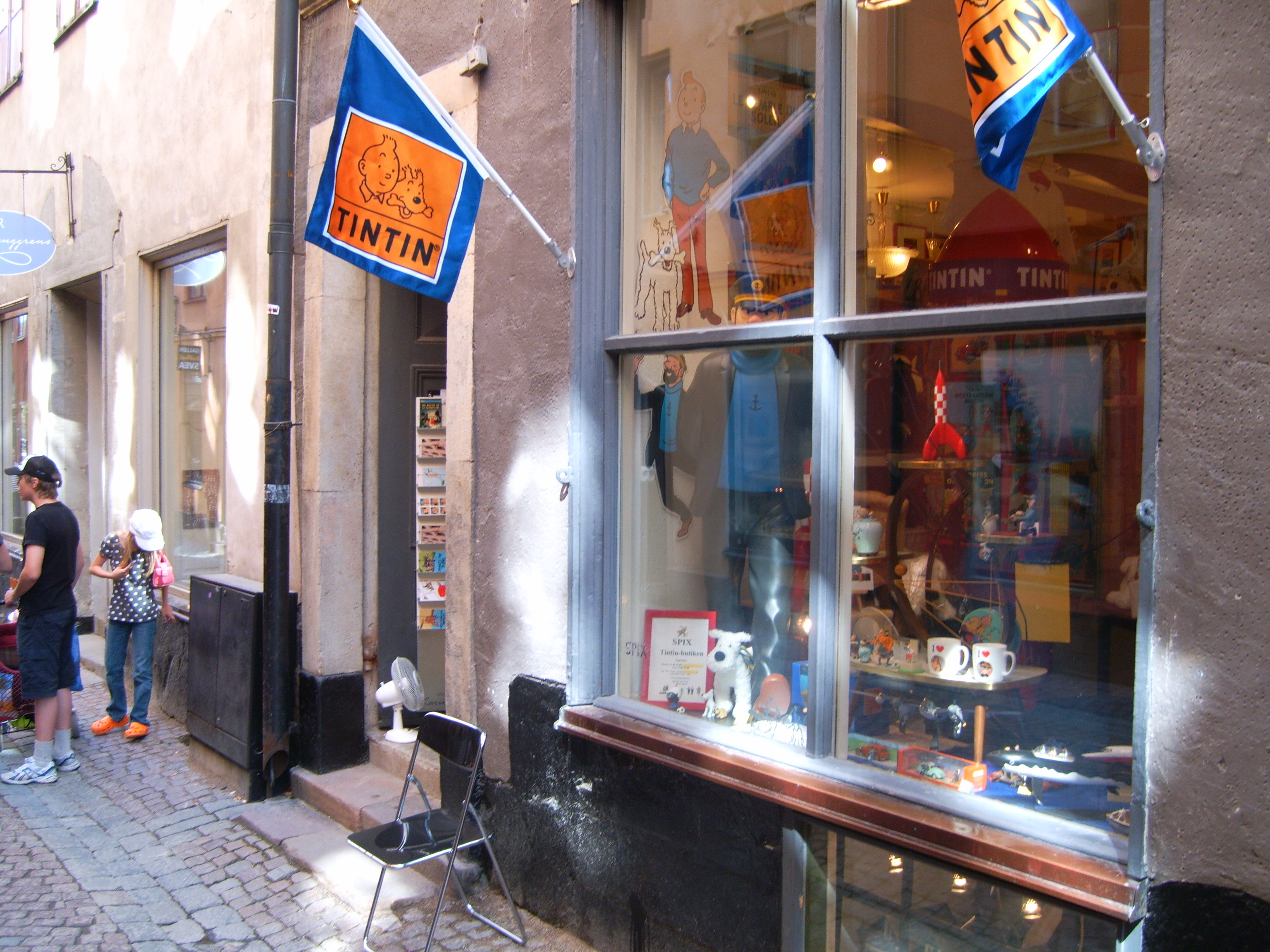
Tintin-affär i Gamla Stan, Stockholm. Nya butiken finns på Stora Nygatan 27.

### Albumutgåvor
| Nr | Fransk titel                         | Svensk titel                       |
| -- | ------------------------------------ | ---------------------------------- |
| 1  | Tintin au Pays des Soviets (1930)    | Tintin i Sovjet (1975)             |
| 2  | Tintin au Congo (1930)               | Tintin i Kongo (1978)              |
| 3  | Tintin en Amérique (1931)            | Tintin i Amerika (1975)            |
| 4  | Les Cigares du Pharaon (1934)        | Faraos cigarrer (1970)             |
| 5  | Le Lotus Bleu (1936)                 | Blå Lotus (1977)                   |
| 6  | L'Oreille cassée (1937)              | Det sönderslagna örat (1971)       |
| 7  | L'Île Noire (1938)                   | Den svarta ön (1968)               |
| 8  | Le Sceptre d'Ottokar (1939)          | Kung Ottokars spira (1960)         |
| 9  | Le Crabe aux Pinces d'Or (1941)      | Krabban med guldklorna (1970)      |
| 10 | L'Étoile mystérieuse (1942)          | Den mystiska stjärnan (1960)       |
| 11 | Le Secret de la Licorne (1942)       | Enhörningens hemlighet (1961)      |
| 12 | Le Trésor de Rackham le rouge (1944) | Rackham den rödes skatt (1962)     |
| 13 | Les 7 Boules de cristal (1948)       | De sju kristallkulorna (1968)      |
| 14 | Le Temple du soleil (1949)           | Solens tempel (1968)               |
| 15 | Tintin au Pays de l'or noir (1950)   | Det svarta guldet (1971)           |
| 16 | Objectif lune (1953)                 | Månen tur och retur (del 1) (1969) |
| 17 | On a marché sur la lune (1954)       | Månen tur och retur (del 2) (1969) |
| 18 | L'Affaire Tournesol (1956)           | Det hemliga vapnet (1968)          |
| 19 | Coke en stock (1958)                 | Koks i lasten (1970)               |
| 20 | Tintin au Tibet (1960)               | Tintin i Tibet (1969)              |
| 21 | Les Bijoux de la Castafiore (1963)   | Castafiores juveler (1970)         |
| 22 | Vol 714 pour Sydney (1968)           | Plan 714 till Sydney (1969)        |
| 23 | Tintin et les Picaros (1976)         | Tintin hos gerillan (1976)         |
| 24 | Tintin et L'Alphart (1986)           | Tintin och alfabetskonsten1 (1989) |
| *  | Tintin et le lac aux requins (1973)  | Tintin och hajsjön2 (1973)         |

1. Ofullbordat.
2. Detta album är ett filmalbum, som inte skrevs eller tecknades av Hergé.

Hergé bestämde att ingen annan skulle få fortsätta att rita Tintin efter att han hade dött. Det är därför albumet Tintin och alfabetskonsten aldrig blev färdigställt.
Dubbelalbum
Tintinalbumen i färg är på 62 sidor, en standard som infördes då Den mystiska stjärnan blev album (det första som blev färgalbum från början) och pappersransoneringen under andra världskriget krävde det. Vid några tillfällen var dock handlingen så vittomfattande att handlingen krävde mer utrymme. Vid dessa tillfällen valde Hergé att publicera berättelsen i två album. Dessa dubbeläventyr är:
- Faraos cigarrer, Blå Lotus
- Enhörningens hemlighet, Rackham den rödes skatt
- De sju kristallkulorna, Solens tempel
- Månen tur och retur del 1 och 2 (Destination Månen, De första stegen på månen)

### Tintin på svenska
De första äventyren med Tintin trycktes i veckotidningen Tjugofemman 1948-1955. 1968-1978 publicerades en översättning gjord av Karin och Allan B. Janzon. Till 75-årsjubileet den 10 januari 2004 startade Bonnier Carlsen en nyutgivning av samtliga album på svenska, med en nyöversättning av Björn Wahlberg, som slutfördes 2005. 
Som kuriosa kan nämnas att kapten Haddock i den äldsta svenska översättningen inte dricker whisky, utan "kalasmust", och slottet Moulinsart heter "Hökeborg".

## Tintin i andra medier

### Filmatiseringar
- Tintin filmatiserades första gången 1947, då regissören Claude Misonne gjorde en svartvit dockfilm av Krabban med guldklorna.
- Det finns två spelfilmer med Tintin från tidigt 1960-talet, Tintin i piraternas våld och Tintin och de blå apelsinerna, som även finns utgivna på svensk DVD.
- Under 1960-talet producerade den belgiska animationsstudion Belvision sju tecknade TV-serier för den franska televisionen. TV-serien gick under titeln Tintins äventyr i Sverige, i varje serie omfattade en filmatisering av ett album och bestod av fyra till åtta avsnitt på 10-12 minuter - totalt producerades 50 episoder. I denna omgång adapterades följande album: Den svarta ön, Månen tur & retur, Enhörningens hemlighet, Rackham den rödes skatt, Den mystiska stjärnan, Krabban med guldklorna och Det hemliga vapnet. De sex förstnämnda har visats ett flertal gånger på SVT, medan den sistnämnda i Sverige har givits ut på VHS och DVD. För den svenska dubbningen stod följande skådespelare: Tomas Bolme (Tintin), Lars Edström (professor Kalkyl), Åke Lindström (kapten Haddock), Mathias Henrikson, Fredrik Ohlsson och Bert-Åke Varg (Dupondtarna).
- 1969 producerade Belvision den tecknade långfilmen Solens tempel, baserad på albumen De sju kristallkulorna och Solens tempel. I den svenska dubbningen spelades Tintins röst av TV-sportjournalisten Jacob Hård.
- 1991-1992 producerade animationsstudiorna Nelvana och Ellipse en TV-serie i 39 avsnitt, som i Sverige både har visats på TV och givits ut på DVD. 21 av Hergés färdigställda album filmatiserades i denna omgången - bara de två äldsta, Tintin i Sovjet och Tintin i Kongo, exkluderades. För denna version dubbades serien på svenska av Mats Qviström (Tintin), Kenneth Milldoff (kapten Haddock), Dan Bratt (professor Kalkyl), Håkan Mohede (Dupondtarna) och Anja Schmidt (Castafiore). TV-versionen gick under namnet Tintin i Sverige.

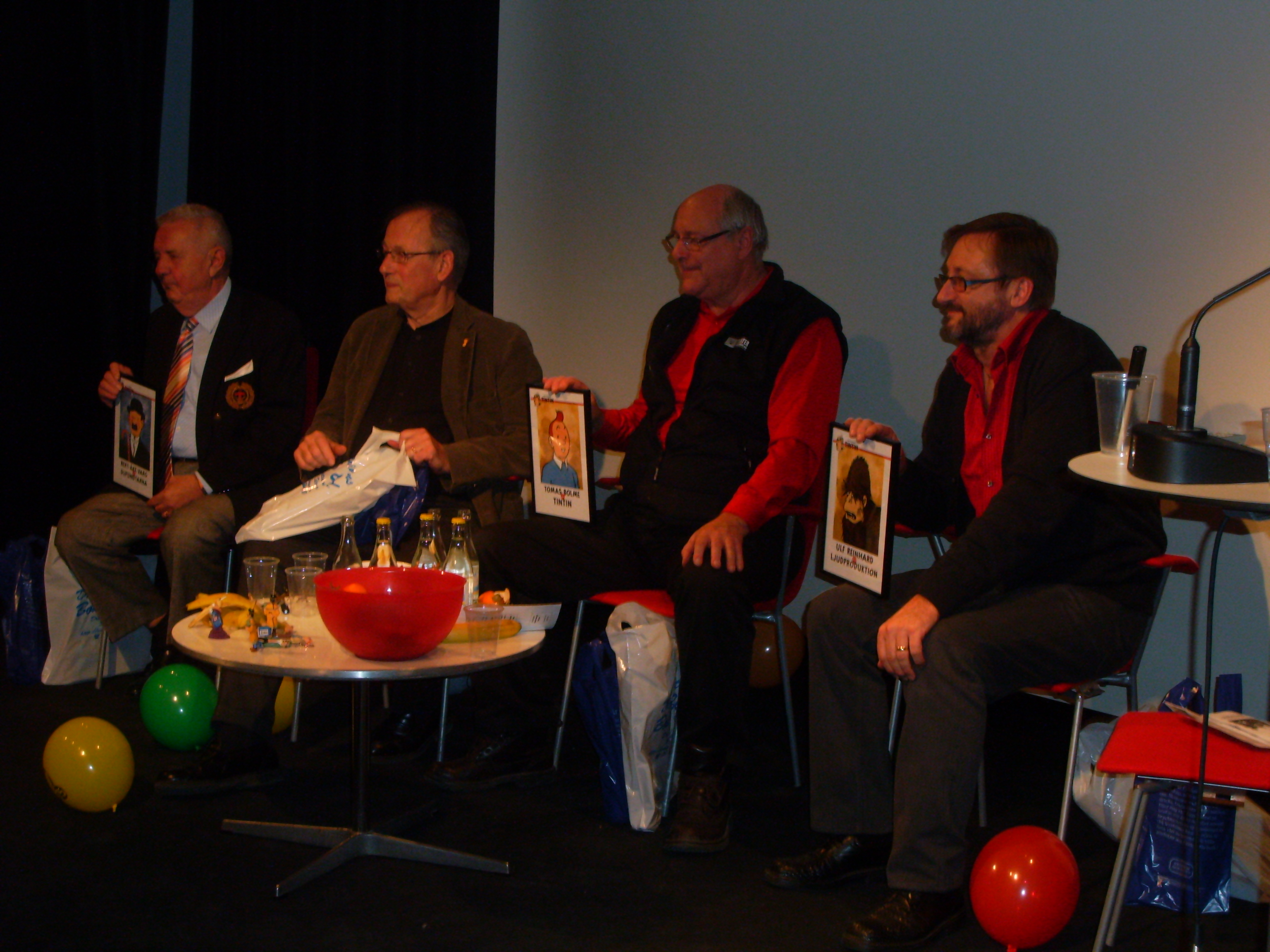
Från vänster: skådespelarna Bert-Åke Varg, Lars Edström och Tomas Bolme tillsammans med ljudteknikern Ulf Reinhard under evenemanget "Tintin på skiva", arrangerat 2007 av Generation T – Den svenska Tintinföreningen.

- Den 22 oktober 2011 hade filmen Tintins äventyr: Enhörningens hemlighet världspremiär. Filmen, i regi av Steven Spielberg, gick upp på svenska biografer den 28 oktober. Spielberg förbereder tillsammans med Peter Jackson ytterligare två stycken datoranimerade långfilmer med Tintin.[8]

### Ljudböcker
- Under 1970- och 1980-talet producerades en serie svenska skivor och kassetter med Tomas Bolme som Tintin, Åke Lindström som kapten Haddock, och Bert-Åke Varg som Dupondtarna och ett flertal andra roller. Alla album utom Tintin i Sovjet och Tintin och alfabetskonsten, men inklusive Tintin i hajsjön, bearbetades med Tintin som berättare. De har sedermera givits ut på CD.

### Gästspel
Som en hyllning eller som parodi förekommer emellanåt Tintin och hans vänner i andra seriealbum. Dupontarna dyker upp i Asterix i Belgien, kapten Haddock och Milou hos Iznogoud. I Asterix drar i fält sidan 21 finns en frivillig belgisk legionär hos den romerska legionen. Denne legionär har en hårtofs misstänkt lik Tintins.

### Datorspel
- På 1990-talet producerades flera spel med Tintin i huvudrollen till Super Nintendo och PC. I Sverige släpptes Tintin i Tibet.

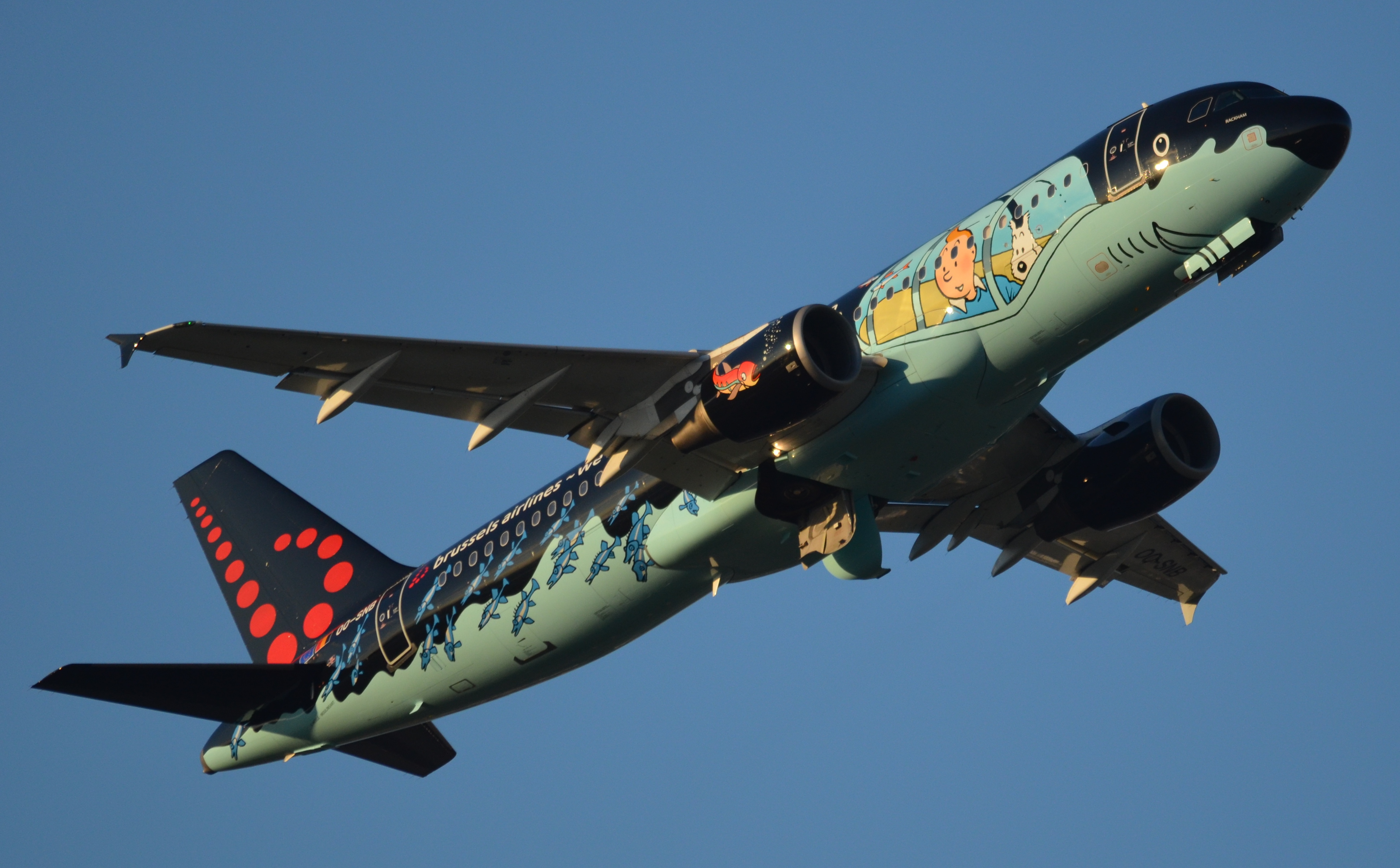
Ett av Brussels Airlines flygplan i "Tintinmålning".

## Mottagande och betydelse
Tintins äventyr samlades redan från början som seriealbum, och seriens ökande popularitet bidrog också till att etablera albumformatet som ett kommersiellt serieformat inom främst europeisk serieutgivning. Efter andra världskriget startades tidningen Tintin (1946–), med Tintins äventyr och andra serier i samma stil. Både tidningen och Hergés serie kom under efterkrigstiden att starkt bidra till Belgiens renommé som "serieland".
Tintins äventyr har totalt sålts i över 200 miljoner albumexemplar på mer än 50 språk. Sverige är ett av de länder där serien haft störst framgångar, och serien har återutgivits ett antal gånger på svenska.
Seriens rena men uttrycksfulla teckningsstil, "den klara linjen" (ligne claire), har fått många efterföljare, liksom dess äventyrsromantiska intriger och den noggranna research som Hergé lade ner inför de senare albumen.
De tidigare albumen (särskilt Tintin i Kongo) har av vissa kritiserats som rasistiska och kolonialistiska på grund av närmast karikatyrmässiga skildringar även av icke-européer. Hergé har senare förklarat att det berodde på att hans research då kom från andra- eller tredjehandsuppgifter om de länder som Tintin reste till.

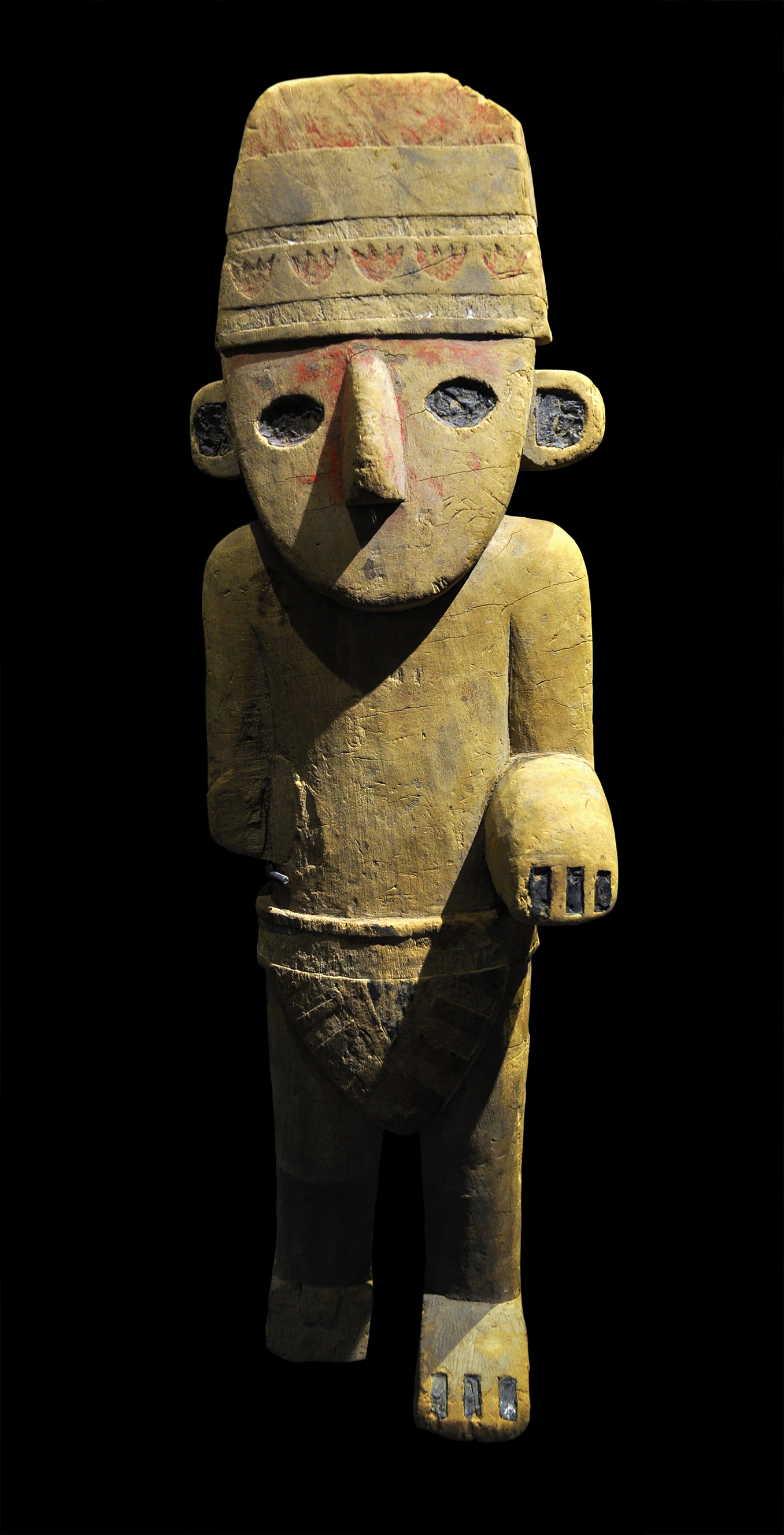
Trästatyetten som inspirerade Hergé till arumbaya-statyetten i Det sönderslagna örat.

Det första albumet som Hergé gjorde egen research för var Blå lotus som utspelar sig i Kina under det dåvarande kriget mellan Kina och Japan och är en direkt fortsättning på Faraos cigarrer (ett album Hergé senare tecknade om, dock utan att ändra storyn). Det albumet kritiserade starkt Europas inblandning i Kina och hjälpte till att krossa många myter om det kinesiska folket (även om albumet innehåller stereotypa skildringar av japaner). Här frångås också eventuell rasism och istället målas dåtidens fördomar mot icke-européer upp. Under arbetet med albumet hade Hergé stor hjälp av en kinesisk student, Tchang Tchong-Yen, som bland annat hjälpte till med alla kinesiska skyltar som syns i albumet. Tchang fick plats i albumet och även flera album efter Blå Lotus. I Blå Lotus får vi också veta hur Tintins störste ärkefiende Rastapopoulos inte är någon vän till Tintin som framgått av Faraos cigarrer.
Den whiskydrickande skäggige, men rättrådige, kapten Haddock dyker först upp i albumet Krabban med guldklorna, som hjälplös och alkoholiserad kapten på fartyget Karaboudjan, som helt och hållet styrs av den elake styrman Allan.
Under andra världskriget ockuperades Belgien av Tyskland och Hergé ställdes under viss censur. I Det sönderslagna örat från 1938 framstod ett fientligt flygplan (under ett krig mellan två påhittade sydamerikanska stater) mycket lik en tysk Messerschmitt, vilket föranledde tyska protester. Hergé ändrade därför delvis stil under kriget, och producerade då det mest sålda Tintin-albumbet genom tiderna, uppföljaren till Enhörningens hemlighet - Rackham den Rödes skatt. Det är också i detta album den kraftigt lomhörde professor Kalkyl dyker upp första gången. Albumet avslutas med att Tintin, kapten Haddock och Kalkyl finner den skatt de letat efter genom två album, men inte där man letat utan i slottet Moulinsarts källare. De övertar därefter också detta slott.
Efter Nazitysklands förlust och Belgiens befriande, häktades Hergé anklagad för att ha konspirerat med nazisterna. Detta berodde på att den tidning som Hergé hade jobbat för hade ansetts som tyskvänlig. Detta öde drabbade många framstående personer i jakten på hämnd på alla som konspirerat med ockupationsmakten. Hergé förklarades dock oskyldig och kunde fortsätta sitt arbete.

### Försäljning av serieoriginal
Tintins äventyr har under årens lopp kommit att bli en av de mest lästa av europeiska tecknade serier. Parallellt med befästa rollen som "serieklassiker" har även Hergés serieoriginal kommit att få ökat kommersiellt värde.
Oktober 2015 såldes i Paris ett originaluppslag ur Kung Ottokars spira från 1939 på auktion. Det slutliga auktionspriset blev 1 563 000 euro, vilket var dubbelt så mycket som förväntat. Auktionsfirman Sotheby's meddelade att slutsumman motsvarade världsrekord i sitt slag (för ett uppslag av Hergés hand).
| Dupondtarna och Professor Kalkyl har fått varsin gata i Belgiens huvudstad uppkallade efter sig. |  | Dupondtarna och Professor Kalkyl har fått varsin gata i Belgiens huvudstad uppkallade efter sig. |
| Dupondtarna och Professor Kalkyl har fått varsin gata i Belgiens huvudstad uppkallade efter sig. |  |                                                                                                  |

Serieoriginalet är 40 centimeter på höjden och 60 centimeter på bredden, utfört i svart tusch och med kompletterande färgläggning i ljusblått. Uppslaget, som ursprungligen publicerades i tidningsbilagan "Le Petit Vingtième", beskriver på sina totalt 14 serierutor hur Tintin och Milou färdas i ett borduriskt flygplan och blir nedskjutna av syldaviskt luftvärn. Hergés serieoriginal var det mest värdefulla objektet i en auktion där 132 delar ur belgaren Jean-Arnold Schoofs samling totalt auktionerades bort för 2,7 miljoner euro.

### Tintin i populärkulturen
- I avsnittet "Husbands and Knives" av den animerade TV-serien Simpsons besöker Lisa Simpson en ny affär där Tintins och Asterix äventyr står i en hylla med seriealbum.
- Joakim Lindengren, skapare av Kapten Stofil, "tintinifierar" gärna en del av handlingen i sina berättelser. Omslaget till tidningen Kapten Stofil nummer 16 är en mycket tydlig anspelning på albumet Tintin i Tibet. Även andra kända seriefigurer hyllas och eller parodieras i de Lindengrenska serierna.
- I Bryssel finns numera minst två gator med kopplingar till Tintins äventyr. Det gäller dels Rue Dupond & Dupont / Jansen & Janssen Straat (efter de båda polisernas namn på franska och nederländska) och Rue Tryphon Tournesol / Tryfonius Zonnebloem Straat (Professor Kalkyl på de båda språken).